# 乌兹别克斯坦国家美术馆
乌兹别克斯坦国家美术馆是乌兹别克斯坦最大的国家美术馆。  它的永久收藏品包含数千件作品，分布在四个策展部门。美术馆始建于1918年，前身为人民大学博物馆，后更名为中央美术馆。它于1924年被命名为塔什干美术馆，最后于1935年被命名为乌兹别克斯坦国家美术馆。

## 历史
该美术馆成立于1918年，1935年以前位于尼古拉·康斯坦丁诺维奇大公的前宫殿内。1935年迁至人民之家。1974年，人民之家大楼被拆除，取而代之的是现在的建筑。

## 建筑

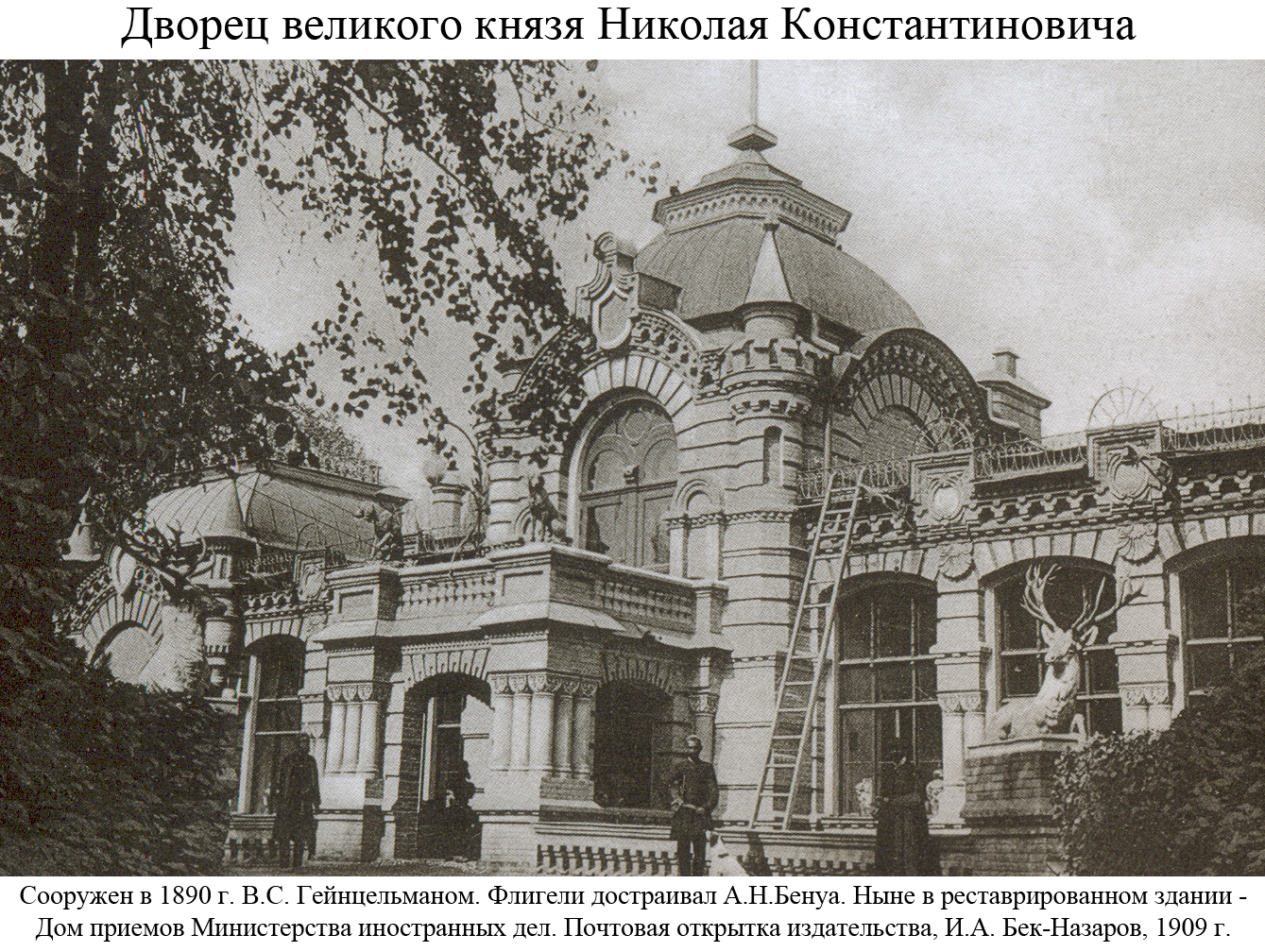
1935年以前位于康斯坦丁诺维奇大公宫殿的乌兹别克斯坦美术馆

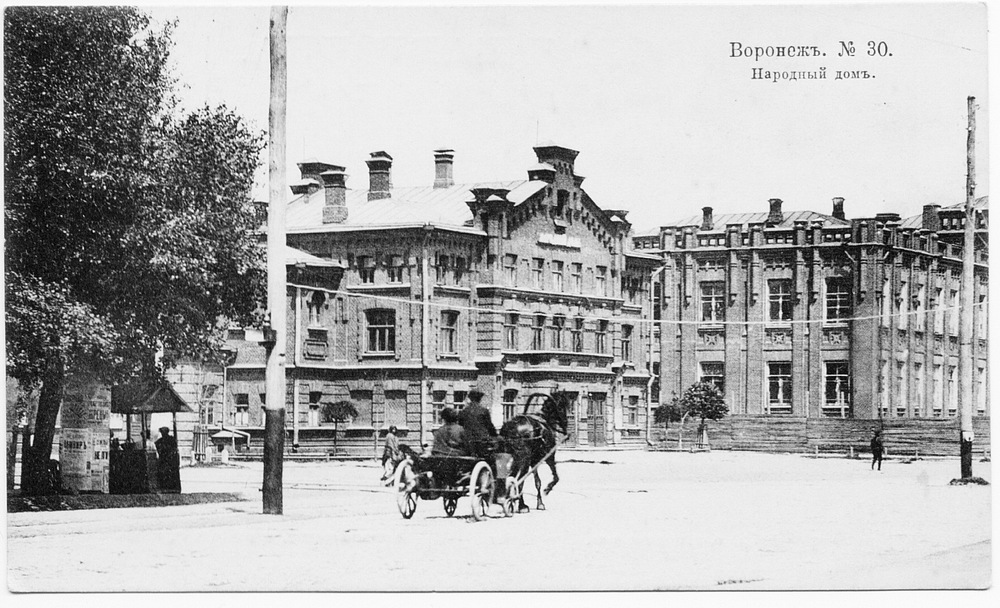
1966年位于人民之家的乌兹别克斯坦美术馆

三位苏联建筑师阿卜杜罗夫、尼基福罗夫和罗森布鲁姆将美术馆馆的新建筑设计成一个巨大的立方体，四面被分成均匀的金属正方形，外面衬有铝饰板。建筑物的下部和入口处用抛光的灰色大理石装饰。上部采用铬褐煤釉面，使光线更柔和并设置室内哑光照明。

## 馆藏
美术馆最初的收藏品包括尼古拉·康斯坦丁诺维奇大公和其他个人私人收藏的一百件艺术品，于1918年4月被国有化。这些主要是俄罗斯和西欧大师的绘画和素描、雕塑、家具和瓷器。美术馆成立后，立即扩大了其藏品，其中包括突厥斯坦当地历史博物馆的藏品。一些作品是从莫斯科和列宁格勒的博物馆收藏中转移过来的——例如，在1920年至1924年，美术馆收到了116件18至20世纪的俄罗斯艺术作品，其中包括弗拉基米尔·博罗维科夫斯基、特罗皮宁、卡尔·布留洛夫、雅罗申科、列宾等人的画作。美术馆还购买了大约250幅活跃在中亚的革命前艺术家的画作：伊戈尔·卡扎科夫、尼古拉·卡拉津、索默。从1930年代后半期开始，美术馆的藏品主要增加了乌兹别克斯坦艺术家的作品，包括乌斯托·穆明、帕维尔·本科夫、利奥·布雷的作品。
除了永久收藏外，美术馆还举办乌兹别克斯坦和国际艺术家的展览。
美术馆藏品分为四个部门：乌兹别克斯坦国家应用艺术、乌兹别克斯坦美术、俄罗斯和西方艺术、远东艺术。

## 争议
每户馆的首席策展人米尔法兹·乌斯莫诺夫被发现在黑市上出售艺术品达15年，用复制品取而代之。他于2014年被捕，被起诉并被判处9年监禁。美术馆的另外两名雇员分别被判处八年徒刑。

## 画廊

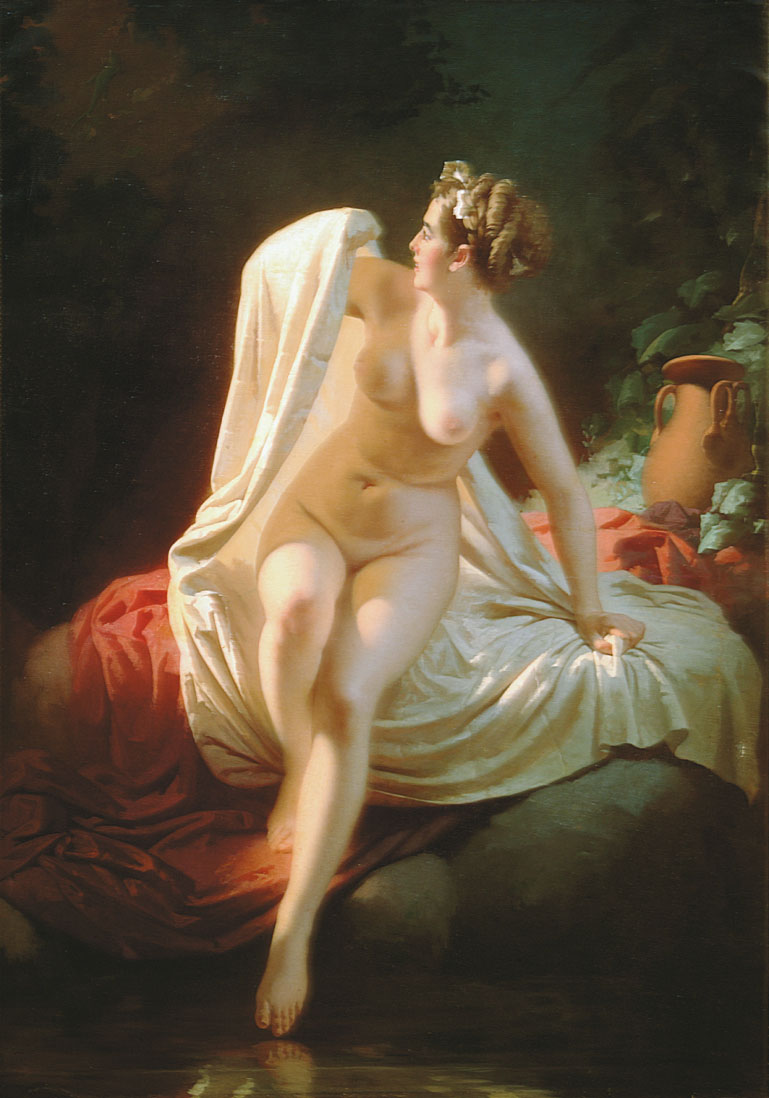
安德烈·贝罗利«沐浴者»
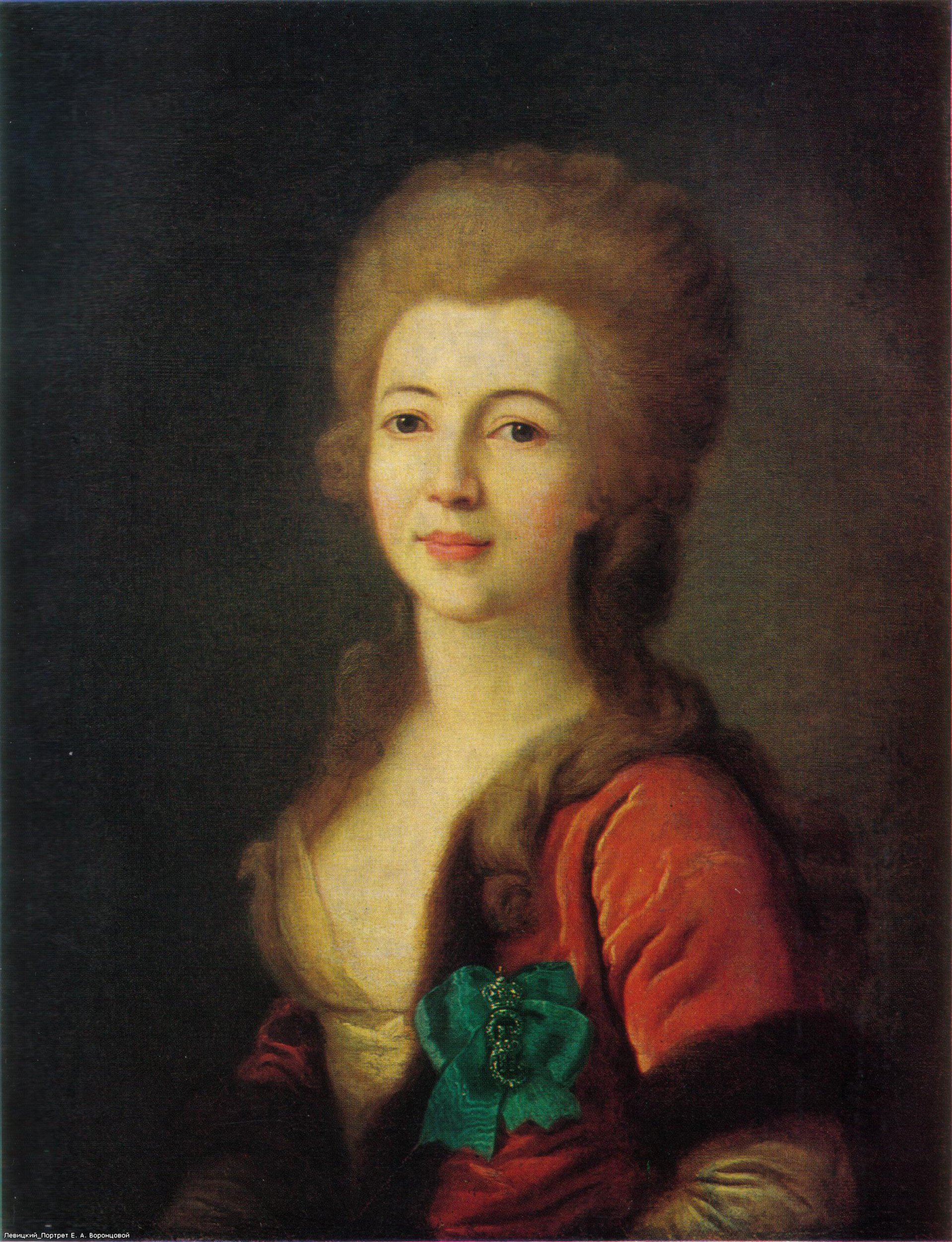
德米特里·列维茨基 «A. Voronzova 的肖像»
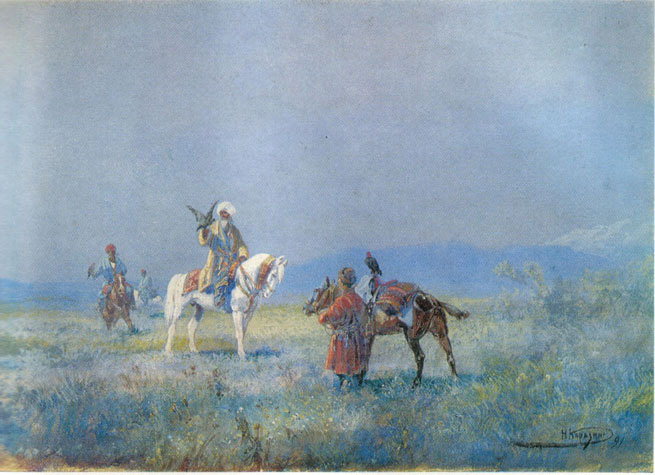
尼古拉卡拉津«猎鹰»
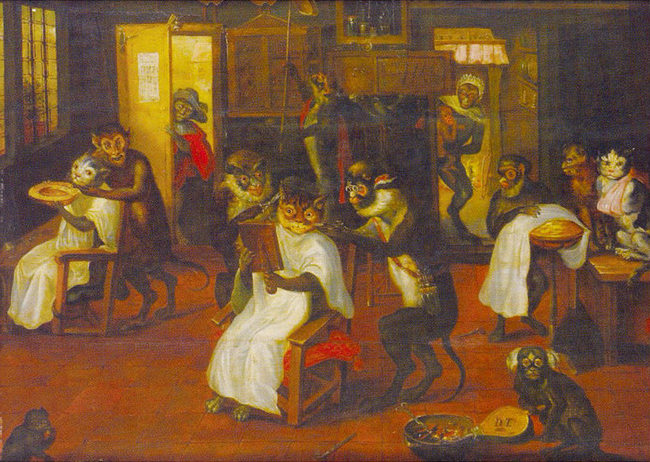
大卫·特尼尔斯《小猴子理发师》

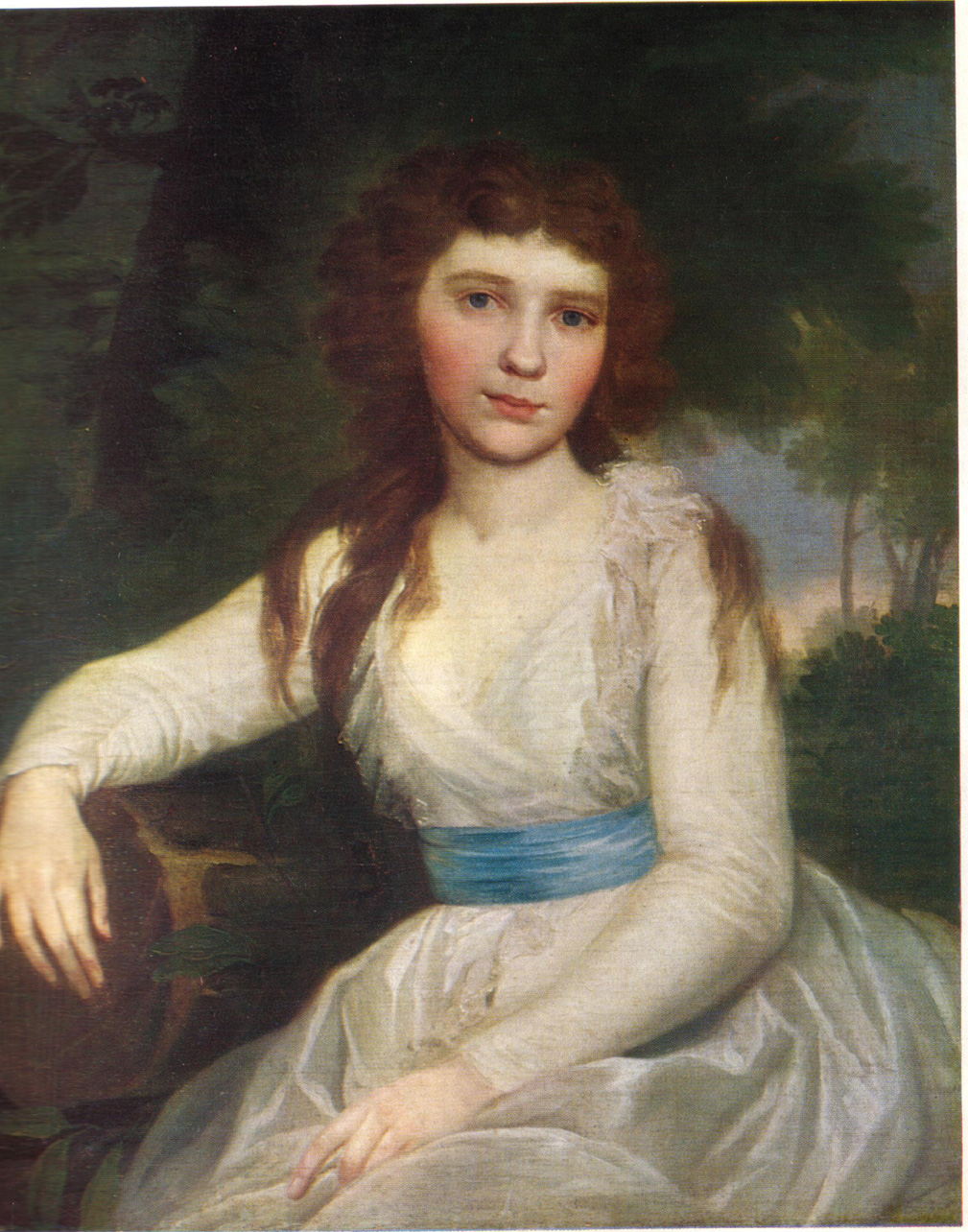
波洛韦科夫斯基«A. Volkonsky 的肖像»
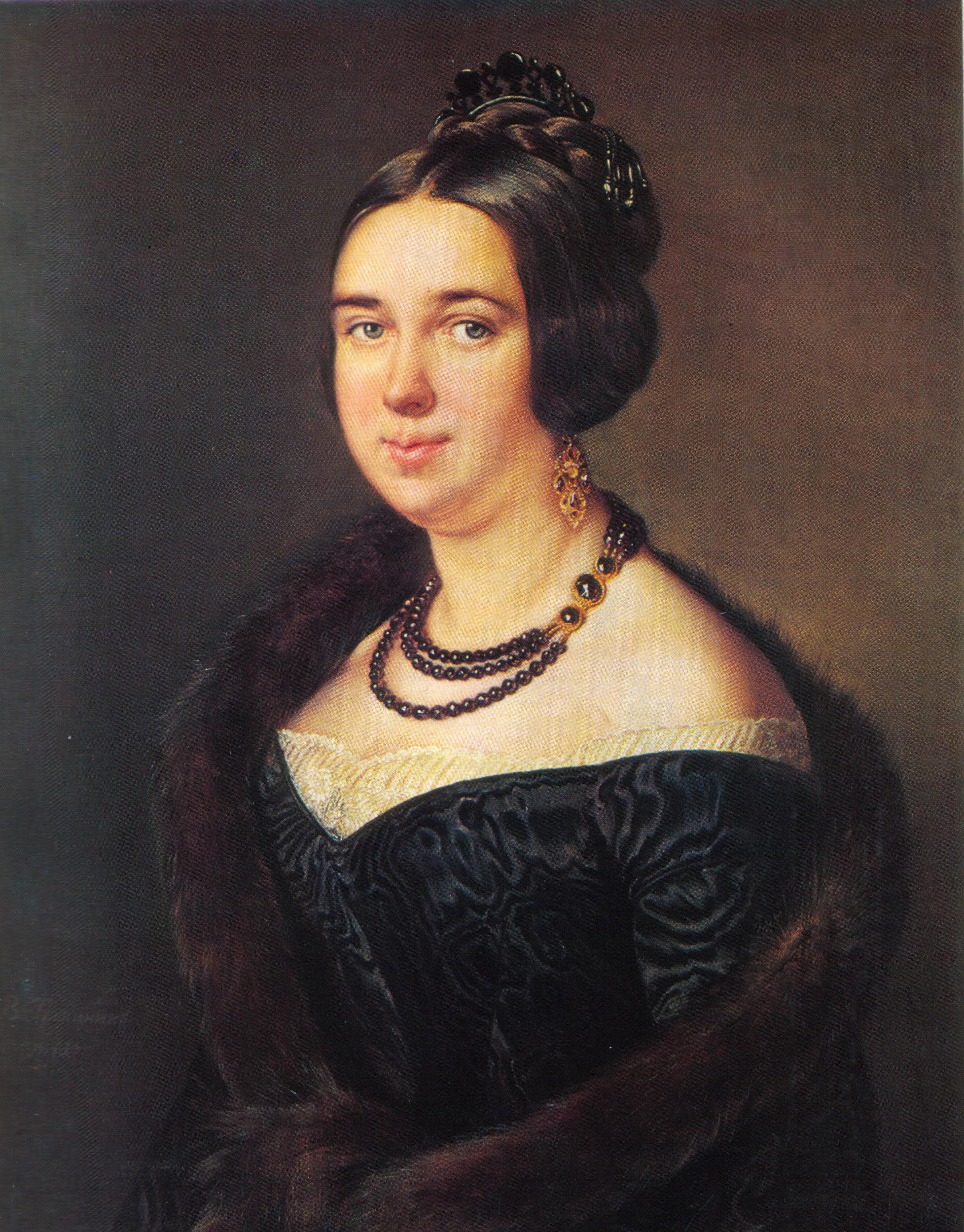
托皮宁 «A. Obolensky 的肖像»
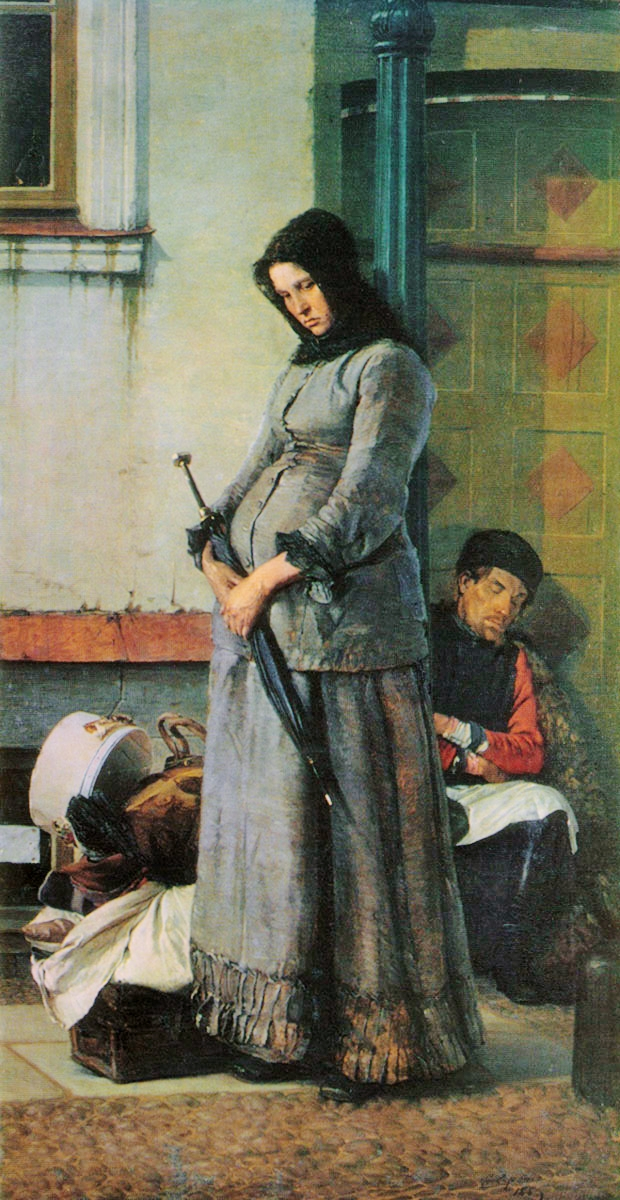
雅罗申科«驱逐»
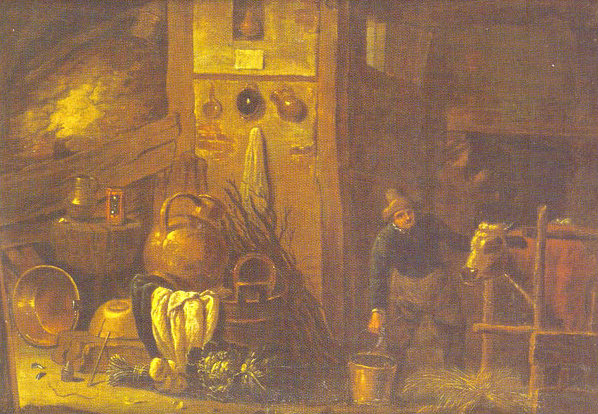
科内里斯·萨夫特勒文《农民》